# Mister You
Pour les articles homonymes, voir Latifi.
Mister You, de son vrai nom Younes Latifi, est un rappeur franco-marocain, né le 5 février 1984 à Paris. 
En 2009, il publie sa première mixtape intitulée MDR : Mec de rue.
Elle est suivie de son premier album officiel Dans ma grotte en 2011, dans lequel il raconte sa cavale et sa détention.

## Biographie

### Jeunesse
Younes Latifi, naît de parents marocains le 5 février 1984 à Paris. Il grandit à Belleville, dans le 19ème arrondissement. Il commence à rapper à 12 ans. « Je faisais des conneries, pour avoir un peu d’argent, m’acheter les baskets à la mode que mon père peintre en bâtiment au SMIC et ma mère qui s’occupait de ses 7 enfants ne pouvaient pas nous payer », explique-t-il. Il eut une jeunesse plutôt mouvementée et accumulera plus d'une dizaine de garde à vue.

### Déboires avec la justice, cavale et première mixtape:Arrête You si tu peux(2006-2009)
En 2006, il est arrêté pour détention de cannabis. Il réussit à échapper aux forces de l'ordre lors d'une perquisition en sautant de sa chambre située au 2e étage. Après avoir séjourné trois fois en prison pour de courtes peines, il est impliqué en 2007 dans une affaire de stupéfiants. Il est condamné en 2008 par contumace à cinq ans de prison par le tribunal de grande instance de Paris. Décidant de ne pas se rendre, il s'enfuit quelque temps en Bretagne et dans le sud de la France vivant comme un fugitif pendant plusieurs années, en essayant de faire une carrière musicale dans de difficiles circonstances. Il revient à Paris en 2009 pour enregistrer une mixtape sous le titre Arrête You si tu peux, dans laquelle il nargue ouvertement les forces de l'ordre. Identifié rapidement après cette provocation par les enquêteurs de la Brigade nationale de recherche des fugitifs (BNRF), le rappeur sera interpellé le 3 décembre 2009 à Paris, dans le quartier de Barbès, après plus de deux ans et demi de cavale. Bien qu'il ait admis l'usage de drogues à des fins personnelles, il nie toute implication dans le trafic de drogue. Le tribunal le condamnera à une peine de trois ans de détention dont un an avec sursis (et obligation de soins), et 5 000 € de caution.
Son incarcération lui donne un surcroît de popularité. Une campagne populaire est lancée sous le nom de Libère You si tu Peux (en référence à sa mixtape). Également, des rappeurs déjà reconnus dans le milieu le dédicacent sur la scène médiatique comme La Fouine, Nessbeal, Seth Gueko et Lacrim.

### Mec de rue(2010)
Le 12 octobre 2010, Mister You bénéficie d'un régime de semi-liberté : libre la journée, il est dans l'obligation de retourner dormir en prison chaque soir à 20 heures, excepté les weekends où il est entièrement libre. Parallèlement, il enregistre pendant sa cavale, la mixtape MDR : Mec de rue, publiée le 25 octobre 2010, réunissant de nombreux rappeurs. Il en fait la promotion dans Planète Rap sur Skyrock. Il échappera de peu aux forces de l'ordre lors d'une session de studio. Par chance, la Police se trompe en confondant le studio de mister you, avec celui de Sefyu grâce à cela il reussira à prendre la fuite en changeant d’habits. Cette mixtape s’avère être son plus grand succès commercial depuis son début de carrière, atteignant la 9e place du top album, et certifiée disque d'or un an après. Sur la base de ce succès, il sort son premier clip officiel, Les P'tits de chez moi, en featuring avec Mimma Mendhy. Mec de rue compte 6 800 exemplaires vendus en une semaine.
Le 22 mars 2016, Mister You se présente avec quatre hommes cagoulés chez le rappeur Brulux, ce qui tourne au clash. Le lendemain, les deux rappeurs regrettent leur geste.

### Dans ma grotte,Mec de rue 2etLe Prince(2011-2014)
Mister You publie son premier album officiel, Dans ma grotte, le 3 octobre 2011. Il fut écrit lors de son incarcération. Cet album raconte sa cavale et sa détention. Son succès sera encore plus grand que celui de sa précédente mixtape, se vendant à près de 100 000 exemplaires, et certifié disque d'or, puis disque de platine. Puis il sort par la suite la mixtape MDR : Mec de rue 2 le 5 novembre 2012. Le 2 octobre 2013, Mister You dévoile le clip J'voulais, extrait de son deuxième album intitulé Le Prince, publié le 10 février 2014.
Le 18 janvier 2014, Mister You dévoile le clip À toi et le 22 janvier 2014, le clip Paré pour décoller.

### Le Grand Méchant YouetHasta la muerte(2016-2019)
Il annonce par la suite son 3e album solo, Le Grand Méchant You pour le 18 novembre 2016. Mister You publie le single Touche pas à mon biff le 29 juin 2018. Le 27 juillet 2018, Mister You rend hommage à Cheb Hasni en sortant le single Gambetta.
Le 5 juillet 2019, Mister You sort l'album Hasta la muerte. L'album est bien accueilli par le public. Les sons et clips sont très proches de lui-même et de son univers. Il rappelle plusieurs thèmes comme : l'Afrique, la guerre, la rue, son quartier (Belleville). Parmi les featurings nous retrouvons : Lacrim, Rim'K, Black M, Lucenzo, Balti, Hamouda, Bim Bim ainsi que deux amis de son quartier méconnus du monde de la musique : Fadfad et Rouji.

### Les Oiseaux,HLM2etLe Classico organisé(2020-2021)
Le 12 juin 2020, Mister You sort le son Pénurie accompagné d'un clip. Ce son annonce l'arrivée très proche d'un nouveau projet intitulé Les Oiseaux.
L'E.P est sorti le 26 juin 2020 accompagné du clip Millions d'€ en featuring avec Marwa Loud. Cet E.P est constitué de cinq morceaux dont un feat avec Marwa Loud et un feat avec Naps.
Le 5 février 2021, il sort son album HLM2. L'album compte dix-sept titres dont douze en featuring avec notamment Rohff, Hayce Lemsi, Jul ou encore Da Uzi.
En novembre 2021, il participe au projet collectif Le Classico organisé, à l'initiative de Jul réunissant plus de 150 rappeurs des Bouches-du-Rhône et d'Île-de-France.

### Démêlés judiciaires
En 2017, Mister You avait été condamné à 6 mois de prison pour avoir essayé d'acheter un permis de conduire par le tribunal correctionnel de Nanterre (Hauts-de-Seine) ainsi qu'à 5000 euros d'amende. La justice a été plus clémente en appel puisque le rappeur de Belleville n'a finalement été condamné qu'à une amende de 10 000 euros.
En 2019, il est à nouveau poursuivi pour avoir fait la promotion de la drogue du réseau Caliweed. Il est condamné à un an de prison ferme aménageable et à une amende de 15 000 euros en première instance en octobre 2019. Il fait appel et la même peine est requise en janvier 2021.
En juillet 2022, il est arrêté dans un aéroport français alors qu'il se rendait au Maroc ; incarcéré à la Santé, il est remis en liberté début octobre.

## Discographie

### EP
- 2004 : Mi ange, mi démon

1. Mi ange mi démon
2. Hommage

- 2020 : Les Oiseaux

1. Pénurie
2. Millions d'€ (feat. Marwa Loud)
3. Chiwawa (feat. Naps)
4. Les Oiseaux
5. Le Rosier

- 2021 : Les Oiseaux II

1. Costa del mal (feat. 3robi, Badrx, Hayce Lemsi & Philip)
2. Khabat (feat. KaNoé & L'Allemand)
3. OFLM (feat. Brisa)
4. Rendez-vous (feat. ISK)
5. Trocadero (feat. UZI)

### Apparitions
- 2008 : Mister You feat. Sexion d'Assaut (Maître GIMS, Lefa & JR O Crom), Dosseh, Geulta, Nacedo, Taimeur, Klem, Rimc, Falcko, Arcos, Griot, Gorsafara, Jack Chacalayi, Sheck & Masasi, Madmadi & Lordiness - Freestyle No time
- 2009 : Seth Gueko feat. Aka, Alkpote, Bounia, Mister You, Morsay, Néoklash, Nourou, Ous D Ous, Seven, Shirdé, Sidi Omar, Six, Wira, Zek & Zesau) - Tremblement de ter-ter (sur l'album La chevalière de Seth Gueko)
- 2009 : Abis feat. Mister You - La rue c'est brutale (sur la compile Quartier Hallam d'Abis)
- 2009 : Alkpote feat. Mister You & Still Fresh - Suce mes boules (sur la mixtape Alkpote et la crème d’Île2France d'Alkpote)
- 2010 : Bilel feat. DI, Mister You & Still Fresh - Sur le terrain (sur l'album Qui vivra verra de Bilel)
- 2010 : AP x Hype Hagrah x Mister You x Sazamyzy x Zesau - Braquage à l'africaine (sur la bande originale par Alpha 5.20 pour le film African Gangster)
- 2010 : Lacrim feat. Mister You - Liberté provisoire (sur la mixtape Liberté provisoire de Lacrim)
- 2010 : Larsen x Le Rat Luciano x Mister You - C'est du lour (sur l'album Street Lourd II de la Mafia K'1 Fry)
- 2010 : Alkpote feat. Invincible Records (Gabi One, Katana, Stos Namou & Tige La Rafale), La Ténébreuse Mafia (Boulzer & Rabakar), Mister You, Skaodi & Sofiane - Les vampires d'Elm Street (sur la mixtape Alkpote et la crème d’Île2France d'Alkpote)
- 2010 : Alkpote feat. Katana, Mister You & Répression Lyricale (Kaiser & Meka) - Prosterations (sur la mixtape Alkpote et la crème d’Île2France d'Alkpote)
- 2010 : Larsen x Le Rat Luciano x Mister You - C'est du lour (Remix) (sur l'album Street Lourd II de la Mafia K'1 Fry)
- 2010 : LIM feat. MEH & Mister You - Comment t'expliquer (sur l'album Voyoucratie de LIM)
- 2010 : Ol' Kainry feat. FTK & Mister You - Génération Fuck You (sur l'album Iron Mic 2.0 d'Ol' Kainry)
- 2011 : Seven feat. Mister You - Pourquoi t’en es là (sur l'album Ici c'est Paname de Seven)
- 2011 : Seth Gueko feat. Mister You - Zoogatazblex (sur l'album Michto de Seth Gueko)
- 2011 : Still Fresh feat. Mister You - Vie de voyou (sur l'album Mes rêves de Still Fresh)
- 2011 : Sniper (Aketo & Tunisiano) feat. Bakar, Haroun, L'Algérino, Leck, Médine, Mister You, Mokless, Reda Taliani, Rim'K & Sinik - Arabia (Remix All Stars)
- 2011 : Nessbeal feat. La Fouine & Mister You - Là où les vents nous mènent (sur l'album Sélection naturelle de Nessbeal)
- 2011 : Balti x Lotfi Double Kanon x Mister You - Vote ou raï (sur la mixtape Raï N B Fever 4 par Kore)
- 2011 : La Fouine feat. Mister You - On se refait (sur la mixtape Capitale du crime, volume 3 de La Fouine)
- 2012 : Canardo feat. Mister You - On encaisse (sur l'album À la youv de Canardo)
- 2012 : Lacrim feat. Mister You & Rim'K - Yes we can (sur le street album Faites entrer Lacrim de Lacrim)
- 2012 : Demon One feat. Dry, Mister You & Seth Gueko - Faut pas rigoler
- 2012 : Lacrim feat. Mister You - Et ouais mon pote (sur la mixtape Toujours le même de Lacrim)
- 2013 : Tirgo feat. Lacrim & Mister You - Y'a ceux (sur l'album Toujours au dessus de Tirgo)
- 2013 : Lacrim feat. Mister You - On va tout perdre (sur l’EP Né pour mourir de Lacrim)
- 2013 : Brulux feat. Marvelous, M.Gassi, Mister You, Pti Mr & Zarkos - Rébé (sur la mixtape Brulux is on the flux de Brulux)
- 2013 : Mister You feat. Apoka & Balti - 3arbi fi Bérize (sur la mixtape Brulux is on the flux de Brulux)
- 2013 : Brulux feat. Blaxo & Mister You - Mortier (sur la mixtape Brulux is on the flux de Brulux)
- 2013 : Brulux feat. Klakette & Mister You - En claquettes (sur la mixtape Brulux is on the flux de Brulux)
- 2013 : Brulux feat. JR O Crom, Marvelous & Mister You - Freestyle on the flux (sur la mixtape Brulux is on the flux de Brulux)
- 2013 : Mister You feat. K-Reen - Vida loca (sur la mixtape Brulux is on the flux de Brulux)
- 2013 : DJ Abdel feat. Big Ali, Francisco & Mister You - Funk you 2
- 2013 : Tirgo feat. Lacrim & Mister You - Y'a ceux (Remix) (sur l'album Paris Story de Tirgo)
- 2014 : DJ Kayz feat. Al Bandit, Mister You & Tirgo - Yougatakayz (sur l'album Paris, Oran, New York de DJ Kayz)
- 2014 : Jul feat. Mister You - Marseille, Paris (sur l’album Je trouve pas le sommeil de JuL)
- 2015 : DJ Kayz feat. Dr Zeus , Mister You & Sophia Akkara - Jugni Ji (sur l'album Paris, Oran, New York de DJ Kayz)
- 2015 : DJ Hamida faet. Chabba Maria & Mister You - Love2Love
- 2015 : DJ Kayz feat. BimBim & Mister You - Teh les premiers soirs (sur l'album Paris, Oran, New York de DJ Kayz)
- 2015 : DJ Abdel feat. BimBim, Lartiste & Mister You - Marrakech very bad trip (sur l’album Double face 2015 de DJ Abdel)
- 2016 : DJ Erise feat. KeBlack & Mister You - En altitude (sur l'album Rizer de DJ Erise)
- 2016 : Balti feat. Mister You - Baltigataga (Erakh La) (sur la compile Best of Balti de Balti)
- 2016 : Kalsha feat. ALP & Mister You - Nos stories (sur l'album Le début de la faim de Kalsha)
- 2016 : Kalsha feat. A-Deal, Al Bandit, Biwaï, Blanka, Double M, Leck, Mister You, Raiss Jr & Zifou - Les lions de la casse (sur l'album Le début de la faim de Kalsha)
- 2016 : DJ Hamida feat. Kalsha, Mister You & Reda Taliani - Jaloux (sur l'album Mix Party 2016 de DJ Hamida)
- 2016 : DJ Kayz feat. Mister You - Dame de cœur (sur l'album éponyme de DJ Kayz)
- 2017 : KeBlack feat. Mister You & Naza - Soumis (sur l'album Premier étage de KeBlack)
- 2017 : TiiwTiiw feat. Blanka, Mister You & Sky - Raptor (sur la compile Dream Tiiw 2K17)
- 2017 : Lacrim feat. Mister You - Intocable (sur la mixtape R.I.P.R.O. volume 3 de Lacrim)
- 2018 : DJ Kayz feat. Mister You - Champagne (sur l'album En famille de DJ Kayz)
- 2019 : Naps feat. Mister You - On passe le temps (sur le double-album On est fait pour ça de Naps)
- 2019 : 7liwa feat. Mister You - Zmagri (sur l'album La street de 7liwa)
- 2020 : Da Uzi feat. Mister You - Culiacán (sur l’album Architecte de DA Uzi)
- 2020 : Brulux feat. Mister You - Ben Ali (sur l'album La sans pitax de Brulux)
- 2021 : Dinor feat. Mister You - Grand frère (sur l'album Ronaldinor de Dinor)
- 2021 : L'Allemand feat. Mister You - Perdu la tête (sur l'album On verra bien de L'Allemand)
- 2021 : S.Pri Noir feat. Mister You - Assermenté (sur l'album État d'esprit de S.Pri Noir)
- 2021 : Marwa Loud feat. Mister You & Maestro - Bladi (sur l'album Again de Marwa Loud)
- 2021 : Lacrim, Alonzo, Mister You, Jul, Niro, Kofs, Le Rat Luciano, Da Uzi - Loi de la calle (sur l'album Le Classico organisé)
- 2021 : Mister You, Kofs, Aketo, Don Choa, Ger, Miklo, Sneazzy - Comme à l’ancienne (sur l'album Le Classico organisé)
- 2021 : Lacrim feat. Mister You - Reda (Partie 2) (sur l'album Persona Non Grata de Lacrim)
- 2021 : Lacrim feat. Mister You, Koba LaD, Niro & Le Rat Luciano - Reda (Partie 3) (sur l'album Persona Non Grata de Lacrim)
- 2022 : ISK feat. Mister You - Benalmádena (sur l'album Racines de ISK)
- 2022 : ALP feat. Mister You - Sur le toit (single de ALP)
- 2022 : Tiiwtiiw feat Mister You, Bimbim - Bandits (single de Tiiwtiiw)
- 2023 : Bimbim feat. Mister You - Totti (sur l'album La Bande à Bimbim 1)

## Filmographie

### Cinéma
- 2012 : Les Kaïra : lui-même

### Télévision
- 2014 : Fais pas ci, fais pas ça : lui même
- 2021 : Validé : lui même

## Classements
| Dans ma grotte                                                    | - Sortie : 3 octobre 2011 - Format : CD, téléchargement - Label : Mercury Records | 3 | — | 69 | — |
| Le Prince                                                         | - Sortie : 10 février 2014 - Label : Def Jam France - Format : CD, téléchargement | 8 | — | 35 | — |
| Hasta la meurte                                                   | - Sortie : 4 juillet 2019 - Label : Def Jam France - Format : CD, téléchargement  | 7 | — | 65 | — |
| « — » indique que l'album n'est pas sorti ou classé dans le pays. |                                                                                   |   |   |    |   |

## Clips vidéo
| Année | Titre                                                                | Album                     |
| ----- | -------------------------------------------------------------------- | ------------------------- |
| 2010  | Les P'tits de chez moi                                               | MDR : Mec de rue          |
| 2011  | Funk You, feat. DJ Abdel                                             | Dans ma grotte            |
| 2011  | 30 juin 2009                                                         | Dans ma grotte            |
| 2011  | 30 juin 2010                                                         | Dans ma grotte            |
| 2011  | 30 juin 2011                                                         | Dans ma grotte            |
| 2011  | Mets-toi à l'aise, feat. Colonel Reyel                               | Dans ma grotte            |
| 2011  | Je regarde en l'air                                                  | Dans ma grotte            |
| 2011  | Mal bien acquis profite toujours                                     | Dans ma grotte            |
| 2012  | Monnaie, Drogue, Respect                                             | MDR : Mec de rue 2        |
| 2012  | Crève en enfer                                                       | MDR : Mec de rue 2        |
| 2012  | Ceux qu'on respecte, feat. Still Fresh, S.Pri Noir, Rabah, Adam Sang | MDR : Mec de rue 2        |
| 2012  | L'étau se resserre                                                   | MDR : Mec de rue 2        |
| 2013  | J'voulais                                                            | Le Prince                 |
| 2013  | 3,5,7                                                                | Le Prince                 |
| 2014  | À toi                                                                | Le Prince                 |
| 2014  | Paré pour décoller                                                   | Le Prince                 |
| 2014  | Chambre 1408                                                         | Le Prince                 |
| 2014  | Emmène-moi                                                           | Le Prince                 |
| 2014  | Younited                                                             | Le Prince                 |
| 2016  | Œil pour œil                                                         | Le Grand Méchant You      |
| 2016  | Artemis                                                              | Le Grand Méchant You      |
| 2016  | You Goslavie                                                         | Le Grand Méchant You      |
| 2016  | Traficanté                                                           | Le Grand Méchant You      |
| 2016  | Je m'en bats les ####                                                | Le Grand Méchant You      |
| 2016  | Tiers Monde                                                          | Le Grand Méchant You      |
| 2017  | C'est quoi les bails ?                                               | Le Grand Méchant You      |
| 2018  | Touche pas à mon biff                                                | HLM : Hasta la muerte     |
| 2018  | Gambetta, feat. Cheb Hasni                                           | HLM : Hasta la muerte     |
| 2019  | Flashback                                                            | HLM : Hasta la muerte     |
| 2019  | Maghrebins, feat. Balti                                              | HLM : Hasta la muerte     |
| 2019  | Youcenzo, feat. Lucenzo                                              | HLM : Hasta la muerte     |
| 2019  | Ma vie                                                               | HLM : Hasta la muerte     |
| 2019  | Ti amo, feat. Hamouda                                                | HLM : Hasta la muerte     |
| 2019  | Daphné                                                               | HLM : Hasta la muerte     |
| 2020  | Casanostra, feat. 3robi                                              | HLM 2 : Hasta la muerte 2 |
| 2020  | Pénurie                                                              | Les Oiseaux               |
| 2020  | Million d'€, feat. Marwa Loud                                        | Les Oiseaux               |
| 2020  | Ça se fait pas, feat. Jul                                            | HLM 2 : Hasta la muerte 2 |
| 2021  | La costa                                                             | HLM 2 : Hasta la muerte 2 |
| 2021  | La linea                                                             | HLM 2 : Hasta la muerte 2 |
| 2021  | Le Neiman                                                            | HLM 2 : Hasta la muerte 2 |